# 东来镇
东来镇，是中华人民共和国内蒙古自治区通辽市开鲁县下辖的一个乡镇级行政单位。

## 行政区划
东来镇下辖以下地区：
公司村、兴蒙村、庆合村、工农村、东发村、东来村、永发村、胜利村、二龙村、光辉村、跃进村、船营子村和高井子村。